# 中国科学院大学经济与管理学院
中国科学院大学经济与管理学院是2001年中国科学院研究生院更名后首个成立的学院，其前身是成立于1986年的中国科技大学研究生院管理学部，原名中国科学院大学管理学院，2015年7月更名为现名。下设学术委员会、MBA 教育管理中心、《管理评论》编辑部、中国管理现代化研究会等。位于北京中关村东路80号。

## 主要专业
- 硕士研究生：管理科学与工程，企业管理，技术经济及管理，人口、资源与环境经济学，农业经济管理
- 博士研究生：管理科学与工程，农业经济管理
- 另有 MBA、EMBA 等培养项目。

## 组织结构
- 经济学系
- 金融与统计系

## 科研项目
截至2006年10月，管理学院的教师正在主持国家基金重大项目2项、国家基金重点项目10项、国家软科学研究重点项目4项、部级重点研究项目12项、国家杰出青年基金项目5项、国家基金面上项目多项以及国际合作项目8项。共获国际重要奖项7项、国家科技进步奖15项和省部级科技进步（自然科学）奖一等奖若干项等。

## 研究机构
| - 中国科学院虚拟经济与数据科学研究中心 - 金融研究中心 - 企业管理研究中心 - 网络经济与知识管理研究中心 - 技术创新与战略管理研究中心 - 应用经济研究中心 - 中科院预测科学研究中心 - 中科院国家科学图书馆 - 中科院复杂系统研究中心 - 中科院晨兴数学中心 - 中科院统计科学研究中心 | - 中科院国家数学与交叉科学中心 - 中科院战略研究中心 - 中科院中国高新区研究中心 - 中科院自然与社会交叉科学研究中心 - 中科院学部学科发展战略研究中心 - 中科院统筹与安全管理研究中心 - 中科院北京城市发展运营中心 - 中科院金融工程与风险管理研究中心 - 中科院行为科学重点实验室 - 中科院随机复杂结构与数据重点实验室 - 中科院绿色过程与工程重点实验室 - 中科院管理决策与信息系统重点实验室 | - 中科院城市与区域生态国家重点实验室 - 中科院人文地理与区域发展研究部 - 中科院创新创业政策研究室 - 中科院科技管理与评估研究室 - 中科院管理科学与工程研究室 - 中科院社会与可持续发展研究室 - 中科院认知与发展心理学研究室 - 中科院社会与工程心理学研究室 - 房地产研究中心 - 尤卡思管理创新工作室（UCAS-MILab） |

## 历任院长
1. 第一任　2001年至今　院长：成思危